# Baskisk pelota vid panamerikanska spelen 2011
Baskisk pelota vid panamerikanska spelen 2011 spelades i Guadalajara, Mexiko under perioden 21–27 oktober 2011. Sporten avgjordes i tio grenar; två grenar för damer, och åtta grenar för herrar.

## Deltagare
| Nation     | Herrar | Damer | Totalt |
| ---------- | ------ | ----- | ------ |
| Argentina  | 14     | 4     | 18     |
| Chile      | 8      | 4     | 12     |
| Costa Rica | 2      | 0     | 2      |
| Guatemala  | 2      | 0     | 2      |
| Kuba       | 12     | 4     | 16     |
| Mexiko     | 14     | 4     | 18     |
| Nicaragua  | 2      | 0     | 2      |
| Peru       | 2      | 0     | 2      |
| Uruguay    | 8      | 2     | 10     |
| USA        | 6      | 0     | 6      |
| Venezuela  | 10     | 2     | 12     |
| Totalt     | 80     | 20    | 100    |

## Medaljsummering
| Pl.    | Nation    | Guld | Silver | Brons | Totalt |
| ------ | --------- | ---- | ------ | ----- | ------ |
| 1      | Mexiko    | 5    | 2      | 2     | 9      |
| 2      | Argentina | 4    | 0      | 3     | 7      |
| 3      | Kuba      | 1    | 3      | 4     | 8      |
| 4      | Uruguay   | 0    | 3      | 0     | 3      |
| 5      | USA       | 0    | 2      | 1     | 3      |
| Totalt | Totalt    | 10   | 10     | 10    | 30     |

### Damer
| Gren                              | Guld                                                     | Silver                                                   | Brons                                                |
| Damdubbel i paleta goma trinquete | María Lis García (ARG) · Verónica Andrea Stele (ARG)     | Maria Jimena Miranda (URU) · Camila Naviliat (URU)       | Ariana Yolanda Cepeda (MEX) · Rocio Guillen (MEX)    |
| Damdubbel i frontenis             | Paulina Castillo (MEX) · Guadalupe Maria Hernandez (MEX) | Lisandra Lima (CUB) · Yasmary De La Caridad Medina (CUB) | Irina Podversich (ARG) · Johanna Stefanía Zair (ARG) |

### Herrar
| Gren                                | Guld                                                            | Silver                                                       | Brons                                                            |
| Herrsingel i mano frontón           | Fernando Medina (MEX)                                           | Roberto Huarte (USA)                                         | Henrry Despaigne (CUB)                                           |
| Herrsingel i mano trinquete         | Heriberto López (MEX)                                           | Darien Povea (CUB)                                           | Roger Etchevers (USA)                                            |
| Herrdubbel i paleta goma frontón    | Fernando Gabriel Ergueta (ARG) · Javier Alejandro Nicosia (ARG) | Jesus Homero Hurtado (MEX) · Daniel Salvador Rodriguez (MEX) | Jose Noel Fiffe (CUB) · Jhoan Luis Torreblanca (CUB)             |
| Herrdubbel i paleta goma trinquete  | Facundo Andreasen (ARG) · Sergio Villegas (ARG)                 | Enzo Cazzola (URU) · Carlos Buzzo (URU)                      | Adrian Raya (MEX) · Guillermo Verdeja (MEX)                      |
| Herrdubbel i paleta cuero frontón   | Rafael Fernández (CUB) · Azuan Perez (CUB)                      | Rodrigo Ledesma (MEX) · Francisco Javier Mendiburu (MEX)     | Luciano Callarelli (ARG) · Carlos Dorato (ARG)                   |
| Herrdubbel i paleta cuero trinquete | Cristian Andrés Algarbe (ARG) · Jorge Villegas (ARG)            | Pablo Baldizan (URU) · Gaston Dufau (URU)                    | Frendy Fernandez (CUB) · Anderson Jardines (CUB)                 |
| Herrdubbel i frontenis              | Alberto Miguel Rodriguez (MEX) · Arturo Rodríguez (MEX)         | Daniel Alonso (CUB) · Cesar Rafael Arocha (CUB)              | Jorge Maximiliano Alberdi (ARG) · Alexis Emanuel Clementín (ARG) |
| Herrdubbel i mano frontón           | Jorge Alberto Alcantara (MEX) · Orlando Diaz (MEX)              | Jose Huarte (USA) · Tony Huarte (USA)                        | Dariel Leiva (CUB) · Ruben Moya (CUB)                            |

### Fotnoter
1. ↑  ”Frontón”. guadalajara2011.org.mx. Arkiverad från originalet den 28 december 2011. https://web.archive.org/web/20111228223037/http://info.guadalajara2011.org.mx/ESP/ZZ/ZZE100B_BP%40%40%40%40%40%40%40%40%40%40%40%40%40%40%40ESP.htm. Läst 19 oktober 2014.